# Freulleville
Freulleville ist eine französische Gemeinde mit 378 Einwohnern (Stand: 1. Januar 2022) im  Département Seine-Maritime in der Region Normandie (vor 2016 Haute-Normandie). Sie gehört zum Arrondissement Dieppe und zum Kanton Dieppe-2 (bis 2015 Kanton Envermeu). Die Einwohner werden Freullevillais genannt.

## Geographie
Freulleville liegt etwa 24 Kilometer südsüdöstlich von Dieppe an der Béthune. Umgeben wird Freulleville von den Nachbargemeinden Saint-Germain-d’Étables im Norden und Nordwesten, Meulers im Norden, Saint-Jacques-d’Aliermont im Nordosten, Saint-Vaast-d’Équiqueville im Osten und Südosten, Les Grandes-Ventes im Süden sowie Torcy-le-Petit im Westen.

## Bevölkerungsentwicklung
| Jahr                      | 1962 | 1968 | 1975 | 1982 | 1990 | 1999 | 2006 | 2013 |
| Einwohner                 | 281  | 278  | 257  | 230  | 297  | 335  | 348  | 371  |
| Quelle: Cassini und INSEE |      |      |      |      |      |      |      |      |

## Sehenswürdigkeiten
- Kirche Notre-Dame aus dem 12. Jahrhundert
- Wald von Le Croc